# Janne Lundblad
Janne Lundblad, född 11 april 1877 i Linköping, död 24 november 1940 i Stockholm, var en svensk dressyrryttare. Han blev olympisk guldmedaljör i Antwerpen 1920 på hästen Uno. Vid olympiska sommarspelen i Amsterdam 1928 blev han fyra i den individuella tävlingen på hästen Blackmar och ingick även i det svenska laget som tog silvermedaljerna.
Janne Lundblad är begravd på Norra begravningsplatsen utanför Stockholm.